# Ouro Verde
Ouro Verde este un oraș în Santa Catarina (SC), Brazilia.